# 1095 Tulipa
Az 1095 Tulipa (ideiglenes jelöléssel 1926 GS) a Naprendszer kisbolygóövében található aszteroida. Karl Wilhelm Reinmuth fedezte fel 1926. április 14-én.